# Beroete baardkolibrie
De beroete baardkolibrie (Threnetes niger) is een vogel uit de familie van de kolibries (Trochilidae). De wetenschappelijke naam van de soort werd in 1758 als Trochilus niger gepubliceerd door Carl Linnaeus.

## Verspreiding en leefgebied
Deze soort komt voor in Frans-Guyana en noordoostelijk Brazilië.
Er worden twee ondersoorten onderscheiden:
- T. n. niger: Frans-Guyana en noordoostelijk Brazilië.
- T. n. loehkeni: noordoostelijk Brazilië (ten noorden van de Amazonerivier).